# Бурындин, Андрей Александрович
Андрей Александрович Бурындин (1920—1992) — старшина Советской Армии, участник Великой Отечественной войны, Герой Советского Союза (1945).

## Биография
Андрей Бурындин родился 13 сентября 1920 года в селе Нижнеозёрное (ныне — Усть-Пристанский район Алтайского края) в крестьянской семье. Получил начальное образование, работал в колхозе. В 1940 году был призван на службу в Рабоче-крестьянскую Красную Армию. С июня 1941 года — на фронтах Великой Отечественной войны. К январю 1945 года гвардии старшина Андрей Бурындин командовал миномётным взводом 16-го гвардейского кавалерийского полка 4-й гвардейской кавалерийской дивизии 2-го гвардейского кавалерийского корпуса 1-го Белорусского фронта. Отличился во время освобождения Польши.
29 января 1945 года в ходе переправы через реку Кюддов (Гвда) в районе деревни Штрассфорт в 8 километрах к северо-востоку от города Ястрове Бурындин вместе с двумя бойцами вышел к мосту через неё и уничтожил трёх немецких сапёров, пытавшихся подорвать его. Приблизившись к немецкой линии обороны, он засёк огневые точки и скорректировал огонь артиллерийской батареи, которая подавила их. Действия Бурындина способствовали успешной переправе других полковых подразделений и захват выгодных рубежей в районе Ястрове.
Указом Президиума Верховного Совета СССР от 31 мая 1945 года гвардии старшина Андрей Бурындин был удостоен высокого звания Героя Советского Союза с вручением ордена Ленина и медали «Золотая Звезда».
В 1946 году Бурындин был демобилизован. Проживал и работал в селе Куяган Алтайского района Алтайского края. Скончался 14 февраля 1992 года.
Был также награждён орденом Красного Знамени, двумя орденами Отечественной войны 1-й степени и одним — 2-й степени, а также рядом медалей.